# Sveti Longin (Bernini)
Sveti Longin je skulptura italijanskega umetnika Giana Lorenza Berninija. Marmorna skulptura, dokončana leta 1638, stoji v severovzhodni niši na križišču bazilike sv. Petra v Vatikanu. Visoka je več kot štiri metre in jo je naročil papež Urban VIII., velik Berninijev mecen.

## Naročilo
Leta 1627 je Bernini zamenjal Carla Maderna kot glavnega arhitekta za baziliko svetega Petra in dobil popoln nadzor nad morebitnimi novimi projekti v cerkvi svetega Petra do leta 1647, tri leta po papeževi smrti. Bernini ni samo nadziral dodajanja notranje opreme v cerkvi, ampak je bil odgovoren za ustvarjanje več del, vključno s svetim Longinom.
Sveti Longin je bil eden od štirih ogromnih kipov, ki so bili naročeni za niše pod križiščem sv. Petra, skupaj s kipi svetega Andreja, svete Helene in svete Veronike, z vsemi pa so v baziliki povezane relikvije. Majhne modele so ustvarili različni umetniki, vključno Bernini sv. Andreja. Po različnih razpravah z odborom, ki je izbiral dela, so Berninija nato imenovali za ustvarjanje sv. Longina. Bernini je za delo prejel 3300 rimskih skudov, enako kot vsi drugi kiparji, ki so izdelovali kipe za niše.

## Pripravljalne študije
Verjetno je zgodnji bozzetto – (majhen model iz terakote), ki ga hranijo v umetniškem muzeju Fogg in je datiran v ok. 1631, naredil Bernini, ko je nadaljeval z delom skozi različne koncepte za končni kip. Vendar dizajn, uporabljen v harvardskem bozzettu, ni bil tisti, uporabljen v končnem kipu; spremembe na baldahinu - ogromen lok s štirimi stebri, zgrajen v središču križišča - so vplivale na Longinovo zasnovo. »Namesto figure vstalega Kristusa«, piše C. D. Dickerson, »je moral Baldahin zdaj nositi preprost globus in križ. Zato, kot je razumel Bernini, ni bilo več smiselno, da Longin gleda Baldahin v čaščenja vredni pozi«.
Kasnejši model iz terakote, ki ga hranijo v Museo di Roma in so ga rešili med izkopavanjem v 1980-ih, je bližje končnemu dizajnu. Model Museo di Roma je bil razrezan na različne dele; mesta rezov (ob desni roki, draperiji in trupu) so enaka členitvam v marmornem bloku na končnem kipu. To nakazuje, da je Bernini uporabil model za izračun, kako bi lahko različne bloke marmorja združili v fizično robustno in na videz popolno celoto.
Bernini in njegovi pomočniki so verjetno ustvarili veliko več pripravljalnih načrtov. Nemški umetnik Joachim von Sandrart je naštel 22 majhnih modelov za svetega Longina, ko je leta 1635 obiskal Berninijev atelje. Poleg tega obstaja še en niz osmih risb v düsseldorfskem muzeju Kunstpalast. Ko so se ustrezne strani dogovorile o modelu, se je Bernini lotil dela na skulpturi, za izdelavo končne zasnove pa je potreboval tri leta.

## Zgodovinski kontekst
Tridentinski koncil, ki se je začel leta 1545, je vplival na vsebino religiozne umetnosti v celotnem 16. in 17. stoletju. Tridentinski koncil, ki je ponovno potrdil osnovno katoliško doktrino kot odgovor na protestantsko reformacijo, je pojasnil, katere elemente je treba upoštevati pri vseh verskih umetninah. Ugotovljeno je bilo, da bi morala verska umetnina upodabljati ključne vidike katoliškega nauka, vključno s svetniki in zakramenti. Umetnost, ustvarjena v tem času, naj bi bila jasna, natančna, prikazovala bi dekorum in imela čustveno dostopnost. Pri ustvarjanju katerega koli verskega umetniškega dela, vključno s svetim Longinom, je bilo treba upoštevati te smernice.

## Religiozni kontekst
Longin je bil slepi rimski vojak, ki je med križanjem zabodel Jezusa v bok. Po tem dogodku naj bi se spreobrnil v krščanstvo, ko je spoznal, da je Jezus božji sin. Ko se je spreobrnil h krščanstvu, je bil Longin ozdravljen slepote in vid se mu je povrnil, pri čemer je doživel ne samo duhovno prebujenje, ampak tudi fizično.

## Kompozicija
Bernini ujame trenutek, ko Longin doživi svoje duhovno prebujenje. Njegov obraz gleda proti nebu z delno odprtimi usti, kar kaže na njegovo duhovno prebujenje. Sveto sulico je potisnil na stran, njegov oklep in vojaška oprema pa sta ležala za njim, simbol njegovega preklica kariere rimskega vojaka. Longin z iztegnjenimi rokami sprejema božansko svetlobo. Ta božanska svetloba bi v praksi prišla skozi okna bazilike svetega Petra.

## Umetniški slog
Bernini je znan po uporabi intenzivnih čustev za sporočanje psihološkega ali duhovnega prebujenja v svojem predmetu. Pogosto je spreminjal način, na katerega je upodabljal tkanino subjekta, da bi povečal dramatiko prizora. Longinova oblačila se z veliko intenzivnostjo zvijajo in valovijo okoli njega ter delujejo kot vizualna predstavitev Longinovega duhovnega trenutka spreobrnjenja v krščanstvo. Valovitost tkanine nakazuje še eno pomembno lastnost baročnega kiparstva in Berninijevega dela, namreč gibanje. Bernini je prizor sestavil tako, kot da bi gledalec naletel na svetega Longina, zamrznjenega v času točno v trenutku njegove duhovne preobrazbe. Tkanina, upodobljena v sicer nerealistični postavitvi, nakazuje gibanje in da je gledalec pravkar naletel na Longina v njegovem trenutku duhovnega prebujenja.
Prav tako povzdignil dramatiko prizora z manipulacijo konstrukcije skulpture, da bi ustvaril ostre kontraste med svetlobo in temo. Ikonični vizualni element baročne dobe je chiaroscúro ali kontrast med svetlobo in temo, ki je povečal dramatičnost prizora. Bernini v tej skulpturi uporablja dve tehniki, da olajša ta kontrast in prizoru doda več dramatike. Z dletom s kremplji je Bernini ustvaril velike in majhne linearne vzorce čez kip ali učinek šrafure, ki ga običajno vidimo na risbah. Območja kipa, zlasti v tkanini, so tudi močno spodrezana, da ustvarijo žepe sence. Ti dve tehniki ustvarita več temnejših senc v skulpturi, ki so postavljene nasproti svetlečega belega marmorja, s čimer se poveča dramatičen učinek svetlobe in sence.

### Fiziognomija
Manipulacija obrazne mimike subjekta za prikaz notranjih občutkov in osebnosti je bila običajna tehnika, ki so jo uporabljali Bernini in drugi baročni umetniki. Leta 1593 je italijanski ikonograf Cesare Ripa izdal knjigo Iconologia, ki se ukvarja z idejo o fiziognomiji. Fiziognomija je bila priljubljen koncept v zgodnjem 17. stoletju in so jo veliko uporabljali baročni umetniki. Longinove navzgor usmerjene oči in razprta usta so primer fiziognomije. Izraz njegovega obraza naj bi simboliziral njegove notranje občutke, zlasti njegovo duhovno razsvetljenje. Glava nedvomno posnema helenistični model, Borghesejevega Kentavra (Louvre). To tehniko lahko vidimo tudi v Berninijevi Zamaknjenje svete Terezije, kjer sveta Terezija gleda v nebo z delno odprtimi usti, podobno kot pri svetem Longinu.

### Sklicevanje na katoliško krščanstvo
Ko je Longin prebodel Kristusov bok, sta iz rane pritekli kri in voda. Mešanje krvi in vode simbolizira zakramenta evharistije in krsta, dve pomembni sestavini katoliške vere v času protireformacije. S upodabljanjem Longina s sulico se Bernini sklicuje na ti dve pomembni katoliški verovanju.

## Kasnejše gravure
Gravura H. Frezze, ustvarjena leta 1696, obstaja v Wellcome Library v Londonu.

## Zaključek
Vse Berninijeve tehnike pri načrtovanju in izvedbi svetega Longina so sledile skupnemu cilju: omogočiti čustveno dostopnost med skulpturo in gledalcem. Ker je katoliška cerkev doživela svojo protireformacijo in si po protestantski reformaciji poskušala ponovno pridobiti privržence, naj bi bila naročena dela religiozne umetnosti mišljena kot sposobnost povezovanja z gledalcem na globlji, bolj duhovni ravni. Dramatika prizora, sklicevanja na katoliško krščanstvo in čustvena dostopnost kipa so poskušali omogočiti globljo povezavo med gledalcem in katoliško vero